# Procédure d'adhésion de l'Islande à l'Union européenne
La procédure d'adhésion de l'Islande à l'Union européenne est une des trois procédures (avec celles de la Norvège et de la Suisse) non rejetées par l'UE qui n'ont pas abouti.
L’Islande a présenté sa candidature pour intégrer l'Union européenne le 16 juillet 2009. Cette demande est officialisée par le Conseil européen le 27 juillet 2009 et transmise pour analyse à la Commission. La Commission annonce en février 2010 qu'elle soutient l'ouverture des négociations d'adhésion de l'Islande.
Le 17 juin 2010, l'UE accorde le statut de candidat à l'Islande en approuvant formellement l'ouverture des négociations d'adhésion. Les négociations commencent le 27 juillet 2010.
Le gouvernement islandais avait pour objectif d'adhérer en 2013, l'adhésion faisant l'objet d'un référendum en Islande, mais les élections législatives islandaises de 2013 remettent en cause ce calendrier rapide. Le 13 juin 2013, la candidature islandaise est ainsi gelée par le gouvernement.
Membre de l'espace économique européen, l'Islande est déjà membre du marché unique. Elle est aussi membre de l'espace Schengen qui supprime les contrôles aux frontières entre les États membres.
Le 12 septembre 2013, le ministre des Affaires étrangères islandais Gunnar Bragi Sveinsson annonce que le Gouvernement islandais suspend pour toute la durée de la législature les négociations d'adhésion à l'UE et le gouvernement islandais présente le 22 février 2014 un projet de loi visant à retirer cette candidature. Le retrait de la candidature devient officiel le 12 mars 2015. Toutefois, le 9 janvier 2017, l'accord de coalition visant à former un nouveau gouvernement prévoit l'organisation d'un référendum visant à relancer l'adhésion du pays à l'Union européenne. De même, le nouveau gouvernement islandais élu en novembre 2024 prévoit un référendum sur l'adhésion du pays à l'UE d'ici à 2027.

## Historique

### Coopération

#### Coopération précédente en Europe: Union nordique des passeports et AELE
Le 1er décembre 1955, l'Islande adhérait à l'Union nordique des passeports avec le Danemark (dont les îles Féroé ; sans le Groenland), la Suède, la Finlande et la Norvège. Le but était de combattre le chômage par une convention concernant le travail et le marché. Le contrôle aux frontières fut ensuite aboli entre les États membres.
L'Association européenne de libre-échange (AELE) a été fondée en 1960 sur une initiative du Royaume-Uni qui cherchait à proposer une alternative à la CEE. Depuis 1970, l'Islande en est membre, au même titre que le Liechtenstein, la Norvège, et la Suisse. Depuis 1972 elle a aussi signé un accord de libre échange avec l'Union européenne.

#### Coopération avec l'Union européenne
L'Islande participe aussi à beaucoup de programmes de l'UE (tel que le programme Erasmus) et plusieurs milliers d'Islandais voyagent pour étudier ou travailler dans l'Union. De même, une importante majorité des étrangers se rendant en Islande viennent de l'Union. En outre, l'Islande aligne fréquemment sa politique étrangère sur celle de l'Union.

##### Espace économique européen
Le 2 mai 1992, l'Islande, ses partenaires de l'AELE et l'UE signèrent le traité créant l'espace économique européen (EEE), afin de permettre aux pays de l'AELE de participer au marché unique européen sans avoir à rejoindre l'Union. Le traité entra en vigueur le 1er janvier 1994 –à l'exception de la Suisse, qui rejeta l'accord sur la base d'un référendum.
Le secrétariat de l'AELE à Bruxelles rapporta en 2005 que l'Islande avait adopté environ 6,5 % de la réglementation de l'UE en conséquence de la signature des accords de l'EEE. En outre, l'Islande applique environ 22 des 35 chapitres qui doivent être adoptés avant qu'un État ne puisse joindre l'Union.

##### Espace Schengen
L'adhésion du Danemark à l'UE en 1973, suivie en 1995 par celle de la Finlande et la Suède, fit naître un problème au sein de l'Union nordique des passeports. Le contrôle aux frontières aurait dû être réintroduit pour les déplacements en Norvège et en Islande du fait de l'adhésion des premiers pays cités à la convention de Schengen. Cependant, la Norvège et l'Islande signèrent le 18 mai 1996 un accord de participation à la convention de Schengen. Depuis le 25 mars 2001, l'Islande applique la convention.

### Position avant 2008
De 1995 à 2007, le gouvernement de coalition du Parti de l'indépendance (Sjálfstæðisflokkurinn), conservateur, et le Parti du progrès (Framsóknarflokkurinn), libéral, se sont opposés à l'adhésion à l'UE, tandis que le parti d'opposition Alliance (Samfylkingin) soutenait l'ouverture des négociations d'adhésion.
L'ancien Premier ministre Halldór Ásgrímsson prévoyait le 8 février 2006 que le pays allait rejoindre l'UE d'ici à 2015. Il ajouta que le facteur décisif serait le futur et la taille de l'eurozone, que le Danemark, la Suède ou le Royaume-Uni adoptent l'euro ou non. Sa prédiction reçut des critiques, et notamment des membres de son gouvernement.
L'ancien Premier ministre, Geir H. Haarde, a, à plusieurs occasions, déclaré son opposition à l'adhésion à l'Union, tant comme ministre des Affaires étrangères sous Halldór Ásgrímsson qu'après avoir pris ses fonctions de Premier ministre. En réponse à la déclaration précédente de Halldór Ásgrímsso, Haarde déclara : « Je ne partage pas ce point de vue. Notre politique est de ne pas adhérer dans un futur prévisible. Nous n'en étudions même pas l'éventualité ». Lors d'une conférence à l'université d'Islande le 31 mars 2006, Geir Haarde répéta ce qu'il avait dit à de précédentes occasions, qu'aucun intérêt islandais n'exigeait une adhésion à l'Union. Dans le même discours, il expliqua en détail pourquoi l'adoption de l'euro n'était pas dans l'intérêt de l'Islande.
Après les élections de 2007, le Parti de l'indépendance et l'Alliance formèrent une nouvelle coalition, laquelle maintint qu'elle ne ferait pas de demande d'adhésion. Néanmoins, elle mit en place un comité spécial pour analyser les développements au sein de l'UE et suggérer des moyens d'y répondre.

### Effets de la crise financière de 2008
Le 17 mai 2008, lors d'une rencontre avec les membres de son parti, Geir Haarde déclara que, selon lui, le coût d'une adhésion à l'Union dépassait les bénéfices que l'Islande pouvait obtenir en contrepartie et que par conséquent il y était opposé. Cependant, en octobre 2008, durant les négociations visant à rapatrier une partie des fonds d'investissements étrangers de l'Islande – celle-ci ayant été particulièrement touchée par la crise financière de septembre 2008 – les syndicats ont exigé que l'Islande fasse une demande d'adhésion à l'Union européenne en contrepartie des restrictions salariales.
Le 30 octobre 2008, la ministre de l'éducation Þorgerður Katrín Gunnarsdóttir a déclaré que l'« Islande devait définir ses intérêts nationaux à long terme et ceci passe en partie par une révision du régime monétaire, dont une possible candidature à l'UE » et que cette candidature à l'adhésion devait être discutée en termes de « semaines plus qu'en mois ».
Deux semaines plus tard, le 17 novembre 2008, le Parti de l'indépendance annonça qu'il tiendrait son congrès en janvier 2009 plutôt qu'en automne de cette même année pour reconsidérer la possibilité de déposer une demande d'adhésion. De son côté, le Parti du progrès annonça qu'il tiendrait aussi son congrès après la démission de deux députés hostiles à l'adhésion à l'UE (dont les dirigeants du parti) qui ont été remplacés par des députés plus favorables au dépôt d'une candidature.
Le Parti du progrès décida de soutenir la candidature à l'Union mais avec de strictes conditions telles que la pleine autorité de l'Islande en matière de politique de pêche et sur les autres ressources nationales.
Quand le gouvernement mené par le Parti de l'indépendance fut dissous en janvier, le parti décida de reporter son congrès au mois de mars. Finalement, le Parti décida de maintenir son opposition à l'adhésion et ajouta que si d'autres venaient à entamer des démarches – tant en ce qui concerne l'ouverture des négociations que la signature du traité d'adhésion à l'Union – celles-ci devaient être soumises à un référendum.

### Vers le dépôt de candidature

#### Élections de 2009 et changement de politique vis-à-vis de l'Union
Le ministre des finances islandais Steingrimur Sigfusson, en tête lors des premières élections de son pays depuis l'effondrement du système bancaire de 2008, déclara que « la décision de l'Islande de rejoindre l'Union européenne et la monnaie unique devait être prise par la population, pas par un parti politique », en parlant du fait que la question de l'adhésion à l'UE était la plus grande menace à une coalition stable.
Lors de ces mêmes élections, le Parti du progrès changea de position pour soutenir l'adhésion à l'Union, cependant le Parti de l'indépendance appela à un référendum avant de commencer les négociations,,. L'Alliance sociale démocrate fit de l'adhésion à l'UE un point clé de sa campagne.
Après la victoire de l'Alliance sociale démocrate aux élections de 2009, la nouvelle Première ministre Jóhanna Sigurðardóttir parla d'une candidature immédiate à l'Union européenne et d'une adoption de l'euro dans les quatre ans comme un moyen de gérer la dette du pays.

#### Débat parlementaire de 2009
Début mai 2009, la divulgations de certains éléments laissait entendre que la question de la demande d'adhésion à l'UE allait probablement être laissée au Parlement dans lequel l'Alliance, le Parti du progrès et le Mouvement des citoyens représentaient ensemble suffisamment de sièges pour approuver le dépôt de candidature. Sigmundur Davíð Gunnlaugsson, à la tête du Parti du progrès, a cependant fortement démenti le fait que son parti aiderait le gouvernement sur ce point. La coalition anti-adhésion Gauche/Verts accepta au printemps 2010 que le ministre des Affaires étrangères présente un projet de loi sur les négociations avec l'UE.
Le 10 mai 2009, le Premier ministre Jóhanna Sigurðardóttir annonça que le gouvernement avait l'intention de s'acheminer vers une adhésion plus rapidement que prévu. Elle annonça qu'un projet de loi serait présenté au Parlement le 15 mai 2009 autorisant l'ouverture des négociations. Elle indiqua qu'elle était confiante quant au passage dudit projet de loi et qu'elle s'était assurée une majorité parlementaire sur la question, en dépit de l'opposition officielle aux négociations de l'un de ses partenaires de coalition. Elle déclara enfin qu'elle espérait que la candidature serait déposée au plus tard au mois de juillet 2009.
Le gouvernement indiqua que la question serait soumise au vote une fois que les accords d'adhésion auraient été négociés.

#### Dépôt de la candidature
La motion visant à approuver le dépôt d'une demande d'adhésion fut officiellement introduite au Parlement le 25 mai 2009,. Le vote aurait dû se tenir le 13 juillet, mais il fut reporté au 16 de ce même mois,,.
Dans un premier temps, une proposition du Parti de l'indépendance suggérant l'organisation d'un référendum concernant l'adhésion a été rejetée par 32 voix contre 30 avec une abstention. Finalement, l'Althing vota en faveur des négociations à l'adhésion avec l'UE (33 votes en faveur, 28 contre, et 2 abstentions). Le chef du comité parlementaire des Affaires européennes, Árni Þór Sigurðsson, a déclaré que l'Islande ne serait pas prête à rejoindre l'UE avant au moins 2013 bien que le gouvernement ait déclaré qu'il souhaitait terminer les négociations fin 2010.
La lettre de candidature, datée du 16 juillet 2009, fait suite au vote de l'Althing en faveur de la présentation de la demande adhésion. Le 17 juillet 2009, la candidature islandaise à l'UE fut remise au gouvernement suédois, lequel était chargé de la présidence du Conseil de l'Union européenne, par l'ambassadeur d'Islande à Stockholm. La demande fut de nouveau remise au ministre des Affaires étrangères suédois lors d'une cérémonie à Stockholm le 23 juillet 2009.

« The Government of Iceland has the honour to present hereby, in conformity with Article 49 of the Treaty on European Union, the application of the Republic of Iceland for membership of the European Union. »

— Jóhanna Sigurðardóttir, demande officielle d'adhésion de l'Islande à l'Union européenne
Celle-ci fut reconnue par le Conseil de l'Union européenne le 27 juillet de cette même année.

### Progression du processus
La Suède, alors présidente du Conseil de l'UE, annonça qu'elle ferait du processus d'adhésion de l'Islande une priorité.
Le 24 juillet le Parlement lituanien approuva unanimement et donna son plein soutien à la candidature islandaise à l'Union européenne. Peu après, le 27 juillet, Malte annonça son soutien à l'adhésion islandaise.
En septembre 2009, le ministre des Affaires étrangères espagnol se rendit en Islande pour discuter de la candidature et du progrès du processus d'adhésion islandais. Le 8 septembre la commission européenne envoya une liste de 2 500 questions à l'Islande au sujet de la mise en œuvre des critères de convergence et l'adoption du droit de l'Union. L'Islande retourna ses réponses le 22 octobre 2009. Le 2 novembre l'Islande choisit un négociateur principal pour mener les négociations d'adhésion à l'UE : Stefán Haukur Jóhannesson, l'ambassadeur islandais en Belgique.
En janvier 2010, l'affaire Icesave devint l'un des problèmes. Le Royaume-Uni et les Pays-Bas voulaient que le gouvernement islandais leur rembourse le coût de la couverture des pertes de leurs citoyens en raison de la faillite des banques islandaises. Si l'Islande ne paye pas, les obstacles à l'adhésion pourraient provenir du Royaume-Uni et des Pays-Bas. Si l'Islande s'accorde pour rembourser le Royaume-Uni et les Pays-Bas, la dette ajoutée rendrait difficile l'adoption de l'euro, une des raisons majeures de l'adhésion de l'Islande à l'Union, à cause des critères de convergence. Le ministre des Affaires étrangères espagnol Miguel Ángel Moratinos, qui détenait en janvier-juin 2010 la présidence du Conseil de l'Union européenne, a déclaré que le problème Icesave n'aurait pas d'effet sur la candidature. David Miliband, alors ministre des Affaires étrangères britannique, réaffirma le soutien continu du Royaume-Uni à l'adhésion islandaise. De plus, le ministre des Affaires étrangères néerlandais a indiqué que l'ouverture des négociations ne serait pas bloqué par le problème Icesave, et qu'il serait résolu avant l'adhésion de l'Islande.
En février 2010, le commissaire européen à l'élargissement et à la politique de voisinage recommanda au Conseil de l'Union européenne d'entamer les négociations d'adhésion avec l'Islande. Bien qu'il fût attendu que le statut de candidat officiel de l'Islande soit reconnu au sommet européen du mois de mars, ceci fut reporté pour permettre au Parlement allemand de considérer cette question. Le Parlement allemand vota en faveur de l'ouverture des négociations d'adhésion le 22 avril 2010. Le Conseil européen décida en juin que les négociations allaient commencer, et le 17 juin 2010, l'UE a reconnu le statut de candidat officiel à l'Islande en approuvant formellement l'ouverture des négociations d'adhésion.
Ces négociations commencèrent le 27 juillet 2010.

### Arrêt des négociations

#### Gel des négociations
À la suite des élections parlementaires d'avril 2013, le Parti de l'indépendance et le Parti du progrès s'allient pour former un nouveau Gouvernement dirigé par Sigmundur Davíð Gunnlaugsson (PP). Le 22 mai 2013, la coalition décide d'arrêter les négociations d'adhésion du pays à l'Union européenne jusqu'à ce qu'un référendum soit organisé sur la poursuite du processus d'adhésion.
Le 12 septembre 2013, le ministre des Affaires étrangères islandais Gunnar Bragi Sveinsson annonce avoir suspendu pour toute la durée de la législature les négociations d'adhésion à l'UE.

#### Retrait de la candidature
Le 21 février 2014, les partis au pouvoir annoncent qu'ils sont tombés d'accord pour déposer un projet de loi visant à retirer la candidature islandaise, le dit projet précise également qu'un référendum sera un préalable nécessaire à toute nouvelle candidature. Néanmoins, de nombreux électeurs, même s'ils sont contre l'adhésion européenne, protestent contre ce choix qui les prive de la possibilité de s'exprimer directement, à tel point qu'une pétition en ligne exigeant la tenue d'un référendum rassemble plus de 20 % des électeurs. Début mars, l'ambassadeur de l'UE à Reykjavik, Matthias Brinkmann, a affirmé que l'Islande pouvait suspendre les négociations plutôt que de retirer purement et simplement sa candidature, contredisant ainsi le Premier ministre islandais Sigmundur Davíð Gunnlaugsson qui avait déclaré que son Gouvernement n'avait que deux possibilités : reprendre les négociations ou retirer la candidature déposée en 2009. Finalement, le 12 mai 2014, le gouvernement annonce qu'il reporte ce projet à l'automne, après les vacances parlementaires d'été.
Le retrait de la candidature a finalement lieu le 12 mars 2015, par simple lettre adressée à la présidence lettonne de l'Union européenne.

#### Conséquences du retrait des négociations
Le 13 mars 2015, les membres de l'opposition écrivent aux dirigeants de l'Union européenne pour les appeler à toujours considérer l'Islande comme candidate, jugeant le retrait inconstitutionnel.
Le 15 mars, à la suite du retrait de la candidature, près de 7 000 manifestants se réunissent à l'appel des partis de l'opposition. Ceux-ci reprochent au gouvernement d'avoir retiré la candidature sans en référer aux députés, alors que le Parlement avait voté pour cette candidature en 2009. Ainsi, selon Arni Pall Arnason, chef des sociaux-démocrates, seul le Parlement peut révoquer cette décision. Le gouvernement avait souhaité rassembler sa majorité au Parlement afin de retirer la candidature mais n'y était pas parvenu car certains souhaitaient organiser un référendum.
Un sondage publié le 20 mars dans le quotidien Fréttablaðið montre que 63 % sont opposés au retrait de cette candidature. Toutefois, la majorité des Islandais sont contre l'adhésion, notamment car ceux-ci ne souhaitent pas que la pêche soit soumise aux quotas européens. Lors des négociations, de juin 2011 à janvier 2013, la pêche n'avait pas été abordée.

### Possibilité de reprise
Le 9 janvier 2017, une coalition composée du parti de l'Indépendance, d'Avenir radieux et de Viðreisn est formée à la suite des élections législatives d'octobre 2016. En raison du désaccord sur le sujet des partis — Avenir radieux et Viðreisn souhaitant l’adhésion de l'Islande à l'Union et le Parti de l’Indépendance s'y opposant — l'accord de coalition prévoit la tenue d'un référendum sur la relance de l'adhésion à l’Union européenne. Le nouveau gouvernement islandais élu en novembre 2024 prévoit un référendum sur l'adhésion du pays à l'UE d'ici à 2027.

### Chronologie
| Date             | Évènement |
| ---------------- | --- |
| 1er janvier 1994 | Entrée en vigueur de l'accord sur l'espace économique européen conclu entre l'UE et l'AELE (sans la Suisse). |
| 1er janvier 1996 | L'Islande adhère aux accords de Schengen. |
| 26 janvier 2009  | Le premier ministre islandais, Geir H. Haarde, annonce sa démission et celle de son gouvernement dans son ensemble, rompant ainsi la coalition formée entre les conservateurs et les sociaux démocrates en raison de désaccords internes. |
| 1er février 2009 | La pro-européenne Jóhanna Sigurðardóttir devient la première femme Premier ministre d'Islande. |
| 9 mai 2009       | Le Premier ministre islandais, Jóhanna Sigurdardóttir, se proclame vainqueur des élections législatives islandaises, en portant dans son programme électoral l'adhésion de l'Islande à l'UE. |
| 26 mai 2009      | Le gouvernement islandais sollicite du Parlement islandais (Althing) le pouvoir d'initier les négociations avec l'UE pour l'adhésion. |
| 16 juillet 2009  | Avec 33 votes en faveur, 28 contre et 2 abstentions, le Parlement islandais autorise le début des négociations avec l'UE. L'Islande dépose sa lettre de candidature. |
| 17 juillet 2009  | Dépôt de la candidature. |
| 23 juillet 2009  | Le ministre islandais de l'extérieur, Össur Skarphedinsson, transmet la demande d'adhésion de l'Islande à l'UE à son homologue suédois, Carl Bildt, alors président tournant du Conseil de l'Union européenne. |
| 27 juillet 2009  | Les ministres des Affaires extérieures de l'UE sollicitent, à l'unanimité, que la Commission prépare une expertise sur la candidature du pays. |
| 24 février 2010  | La Commission européenne recommande d'entamer les négociations avec l'Islande. |
| 6 mars 2010      | Référendum sur un plan de remboursement des 3,8 milliards d'euros volatilisés des épargnants du Royaume-Uni et des Pays-Bas lors de la crise financière de 2008. Le résultat du référendum est de 93,1 % de désapprobation et 1,6 % d'approbation. Avec de tels résultats, certains craignent que la candidature de l'Islande ne soit repoussée. |
| 17 juin 2010     | Le Conseil européen, se déroulant à Bruxelles sous la présidence espagnole, reconnaît officiellement le statut de candidat de l'Islande. |
| 26 juillet 2010  | Les ministres des Affaires extérieures de l'Union européenne approuvent le cadre des négociations pour pouvoir commencer les négociations officielles. |
| 27 juillet 2010  | L’Islande commence à négocier son entrée dans l'Union européenne. |
| 15 novembre 2010 | L’Islande commence le processus d'examen analytique (comparaison de sa législation par rapport aux lois européennes). |
| 21 juin 2011     | L’Islande clôt le processus d'examen analytique. |
| 27 juin 2011     | Ouverture des chapitres « Approvisionnement public » ; « Société de l’information & Média » ; « Science & Recherche » et « Éducation & Culture ». Ces deux derniers sont immédiatement clos. |
| 19 octobre 2011  | Ouverture et fermeture des chapitres « Libre-circulation des travailleurs » et « Droits de propriété intellectuelle ». |
| 12 décembre 2011 | Ouverture et fermeture des chapitres « Droit des sociétés » ; « Politique d’entreprise et politique industrielle » ; « Réseaux trans-européens » et « Appareil judiciaire et droits fondamentaux ». Le chapitre « Dispositions financières et budgétaires » est ouvert.                                                                          |
| 30 mars 2012     | Ouverture et fermeture des chapitres « Politique étrangère, de sécurité et de défense » et « Protection des consommateurs et de la santé ». Ouverture des chapitres « Politique de la concurrence » et « Énergie ». |
| 24 mai 2012      | Une proposition de loi émise par des membres de la coalition au pouvoir visant à convoquer un référendum sur la poursuite des négociations d'adhésion est rejetée par 34 voix contre 25. |
| 22 juin 2012     | Ouverture des chapitres « Politique des transports » ; « Politique sociale et emploi » et « Contrôle financier ». |
| 24 octobre 2012  | Ouverture des chapitres « Services financiers » ; « Statistiques » et « Union douanière ». |
| 18 décembre 2012 | Ouverture des chapitres « Libre circulation des biens » ; « Fiscalité » ; « Politique économique et monétaire » ; « Politique régionale et coordination des instruments structurels » ; « Environnement » et « Relations extérieures ». Fermeture du chapitre « Politique de la concurrence ».                                                   |
| 22 mai 2013      | Le gouvernement conservateur issu des élections décide de suspendre les négociations jusqu'à l'organisation d'un référendum sur la poursuite du processus. |
| 12 mars 2015     | Retrait de la candidature |

## État des négociations

### Durée des négociations
Le 30 janvier 2009, le commissaire à l'élargissement Olli Rehn commenta que l'Islande pourrait probablement entrer dans l'Union européenne en même temps que la Croatie, en soulignant que l'Islande est une démocratie de longue date et qu'elle ne devait bénéficier de traitements spéciaux. Il a en outre déclaré que l'Islande applique déjà deux tiers de la législation de l'Union européenne du fait de son appartenance à l'EEE.
À d'autres occasions, le commissaire a cependant déclaré que les négociations pourraient prendre plus de quatre ans. Toutefois, le secrétariat de l'AELE à Bruxelles, rapporta en 2005 que l'Islande avait adopté 6,5 % des règlements de l'Union en conséquence de son adhésion aux accords de l'EEE. Cependant il a été mis en avant que les « acquis communautaires » contenaient environ 100 000 actes normatifs, dont environ 25 000 règlements et directives, tandis que le total des normes d'origine européenne en vigueur en Islande ne comprend que 5 000 lois et règlements.

### Acquis communautaire
Pour devenir membre, un pays doit dans un premier temps déposer sa demande et être reconnu par la suite comme pays candidat. Pour que cela puisse se faire, le pays doit satisfaire le premier des critères de Copenhague : ce doit être une démocratie politiquement stable qui respecte les droits de l'homme. Dès lors les négociations pourront commencer et considèreront la réalisation des critères économiques, le degré d'adoption de la législation de l'Union, et les exceptions éventuelles : l'acquis communautaire.
L'acquis communautaire devrait commencer à être étudié de la mi-novembre 2010 jusqu'en juin 2011.
| Chapitres de l'acquis                                               | Évaluation initiale de la Commission | Début de l'examen analytique | Fin de l'examen analytique | Ouverture du chapitre | Clôture du chapitre |
| ------------------------------------------------------------------- | ------------------------------------ | ---------------------------- | -------------------------- | --------------------- | ------------------- |
| 1. Libre circulation des biens                                      | Aucune difficulté majeure attendue   | 7 décembre 2010              | 8 décembre 2010            | 18 décembre 2012      | –                   |
| 2. Libre circulation des travailleurs                               | Applique généralement déjà l'acquis  | 9 février 2011               | 9 février 2011             | 19 octobre 2011       | 19 octobre 2011     |
| 3. Droit d’établissement et libre prestation de services            | Efforts approfondis nécessaires      | 9 décembre 2010              | 9 décembre 2010            | –                     | –                   |
| 4. Libre circulation des capitaux                                   | Efforts considérables nécessaires    | 10 décembre 2010             | 10 décembre 2010           | –                     | –                   |
| 5. Approvisionnement public                                         | Aucune difficulté majeure attendue   | 15 novembre 2010             | 15 novembre 2010           | 27 juin 2011          | –                   |
| 6. Droit des sociétés                                               | Aucune difficulté majeure attendue   | 16 novembre 2010             | 16 novembre 2010           | 12 décembre 2011      | 12 décembre 2011    |
| 7. Droits de propriété intellectuelle                               | Applique généralement déjà l'acquis  | 20 décembre 2010             | 20 décembre 2010           | 19 octobre 2011       | 19 octobre 2011     |
| 8. Politique de la concurrence                                      | Applique généralement déjà l'acquis  | 6 décembre 2010              | 6 décembre 2010            | 30 mars 2012          | 18 décembre 2012    |
| 9. Services financiers                                              | Applique généralement déjà l'acquis  | 18 novembre 2010             | 15 décembre 2010           | 24 octobre 2012       | –                   |
| 10. Société de l’information et médias                              | Applique généralement déjà l'acquis  | 17 novembre 2010             | 17 novembre 2010           | 27 juin 2011          | –                   |
| 11. Agriculture et développement rural                              | Efforts considérables nécessaires    | 30 novembre 2010             | 27 janvier 2011            | –                     | –                   |
| 12. Sécurité alimentaire, politique vétérinaire et phytosanitaire   | Efforts approfondis nécessaires      | 14 février 2011              | 31 mars 2011               | -                     | –                   |
| 13. Pêche                                                           | Efforts considérables nécessaires    | 16 décembre 2010             | 2 mars 2011                | –                     | –                   |
| 14. Politique des transports                                        | Efforts approfondis nécessaires      | 4 mai 2011                   | 9 juin 2011                | 22 juin 2012          | –                   |
| 15. Énergie                                                         | Aucune difficulté majeure attendue   | 12 mai 2011                  | 20 juin 2011               | 30 mars 2012          | –                   |
| 16. Fiscalité                                                       | Efforts considérables nécessaires    | 3 février 2011               | 4 mars 2011                | 18 décembre 2012      | –                   |
| 17. Politique économique et monétaire                               | Efforts considérables nécessaires    | 17 mars 2011                 | 18 mai 2011                | 18 décembre 2012      | –                   |
| 18. Statistiques                                                    | Efforts considérables nécessaires    | 2 mai 2011                   | 7 juin 2011                | 24 octobre 2012       | –                   |
| 19. Politique sociale et emploi                                     | Aucune difficulté majeure attendue   | 7 février 2011               | 16 mars 2011               | 22 juin 2012          | –                   |
| 20. Politique d’entreprise et politique industrielle                | Applique généralement déjà l'acquis  | 12 avril 2011                | 26 mai 2011                | 12 décembre 2011      | 12 décembre 2011    |
| 21. Réseaux transeuropéens                                          | Applique généralement déjà l'acquis  | 6 mai 2011                   | 10 juin 2011               | 12 décembre 2011      | 12 décembre 2011    |
| 22. Politique régionale et coordination des instruments structurels | Aucune difficulté majeure attendue   | 31 janvier 2011              | 22 mars 2011               | 18 décembre 2012      | –                   |
| 23. Appareil judiciaire et droits fondamentaux                      | Applique généralement déjà l'acquis  | 11 janvier 2011              | 11 février 2011            | 12 décembre 2011      | 12 décembre 2011    |
| 24. Justice, liberté et sécurité                                    | Efforts approfondis nécessaires      | 14 avril 2011                | 24 mai 2011                | –                     | –                   |
| 25. Science et recherche                                            | Applique généralement déjà l'acquis  | 25 novembre 2010             | 13 janvier 2011            | 27 juin 2011          | 27 juin 2011        |
| 26. Éducation et culture                                            | Applique généralement déjà l'acquis  | 26 novembre 2010             | 14 janvier 2011            | 27 juin 2011          | 27 juin 2011        |
| 27. Environnement                                                   | Efforts approfondis nécessaires      | 22 novembre 2010             | 19 janvier 2011            | 18 décembre 2012      | –                   |
| 28. Protection des consommateurs et de la santé                     | Aucune difficulté majeure attendue   | 11 avril 2011                | 16 mai 2011                | 30 mars 2012          | 30 mars 2012        |
| 29. Union douanière                                                 | Efforts approfondis nécessaires      | 8 mars 2011                  | 6 avril 2011               | 24 octobre 2012       | –                   |
| 30. Relations extérieures                                           | Aucune difficulté majeure attendue   | 8 avril 2011                 | 19 mai 2011                | 18 décembre 2012      | –                   |
| 31. Politique étrangère, de sécurité et de défense                  | Aucune difficulté majeure attendue   | 7 avril 2011                 | 20 mai 2011                | 30 mars 2012          | 30 mars 2012        |
| 32. Contrôle financier                                              | Efforts considérables nécessaires    | 29 novembre 2010             | 2 février 2011             | 22 juin 2012          | –                   |
| 33. Dispositions financières et budgétaires                         | Aucune difficulté majeure attendue   | 7 mars 2011                  | 4 avril 2011               | 12 décembre 2011      | –                   |
| 34. Institutions                                                    | Rien à adopter                       | –                            | –                          | –                     | –                   |
| 35. Autres                                                          | Rien à adopter                       | –                            | -                          | –                     | –                   |
| Progression                                                         |                                      | 33 sur 33                    | 33 sur 33                  | 27 sur 35             | 11 sur 35           |

## Questions liées à l'adhésion islandaise

### Euro
En raison de la dépréciation de la monnaie islandaise, le Gouvernement a exploré la possibilité d'adopter l'euro sans rejoindre l'Union européenne. Cependant l'UE a déclaré que l'Islande ne pouvait rejoindre l'Union économique et monétaire (UEM) sans devenir un État membre de l'UE. D'autres pays européens ont adopté l'euro sans adhérer à l'UE (l'Andorre, Monaco, Saint-Marin, le Vatican, le Monténégro et le Kosovo), mais aucun de ces pays ne disposait de sa propre monnaie quand l'euro fut introduit en 1999. L'utilisation de l'euro est donc la continuation d'une situation antérieure.

### Pêche
Les quotas de pêche et la chasse à la baleine ont été probablement les questions les plus difficiles des négociations. En effet en 2010 le commissaire aux affaires maritimes et à la pêche de l’UE a condamné la décision unilatérale prise par les pêcheurs islandais d'augmenter leurs quotas de pêches de maquereaux au-delà du niveau normal – de 2 000 tonnes à 130 000 tonnes – en raison d'une présence abondante dans leurs eaux. À l'opposé, les pêcheurs écossais et irlandais opérèrent dans le cadre des quotas. Les Islandais, attachés à la pêche, ont refusé l'introduction de quotas de pêche par l'Union européenne.
Fin avril 2009, le Royaume-Uni, un État membre de l'Union européenne avec lequel l'Islande a une longue histoire de disputes liées aux eaux territoriales et à la pêche, avait annoncé qu'il soutenait l'adhésion de l'Islande à l'UE.

## Position quant à l'adhésion

### Dans l'Union européenne
Après le rejet de la « troisième loi Icesave » lors du second référendum islandais, lequel était organisé pour permettre le remboursement de la dette, le conseiller du Premier ministre des Pays-Bas sur l'affaire Icesave, Sylvester Eijffinger, a déclaré qu'il n'était « pas question » (« no way ») que l'Islande puisse rejoindre l'Union dans ces conditions.

« I think at this moment there is no way to get Iceland to join the EU. »

— Sylvester Eijffinger
Néanmoins, le commissaire à l'élargissement Štefan Füle et son collègue chargé du marché intérieur, Michel Barnier ont indiqué que, bien que la Commission suivrait les développements de l'affaire au regard des obligations islandaises découlant de sa participation à l'espace économique européen, ceci n'affecterait pas le processus d'élargissement.

### En Islande

#### Position des partis politiques
| Groupe                  | Parti | Parti                            | Position | Arguments principaux |
| ----------------------- | ----- | -------------------------------- | -------- | --- |
| Gouvernement            |       | Parti de l'indépendance          | Non      | « Le Parti de l'indépendance met en avant l'exigence que cette demande d'adhésion de l'Islande soit retirée sans délai. »                                                                             |
| Gouvernement            |       | Parti du progrès                 | Oui      | « […] si les droits des personnes et des affaires étaient protégés, particulièrement en matière de pêche et d'agriculture ; et si les négociations étaient ouvertes et démocratiques. »               |
| Opposition              |       | Alliance sociale-démocrate       | Oui      | « Nous voulons déposer une candidature à l'Union européenne et commencer les négociations. Nous chercherons une unité nationale sur ce point et utiliserons un référendum national pour en décider. » |
| Opposition              |       | Mouvement des verts et de gauche | Non      | « L'adhésion à l'UE diminuerait l'indépendance de l'Islande plus que les accords de l'EEE et mettrait en danger le contrôle de l'Islande sur ses ressources. »                                        |
| Opposition              |       | Avenir radieux                   | Oui      | |
| Sans siège au Parlement |       | Mouvement des citoyens           | Oui      | |
| Sans siège au Parlement |       | Parti libéral                    | Non      | La position du parti vis-à-vis de l'UE a été décidée après un sondage parmi ses membres en janvier 2009.                                                                                              |

#### Opinion publique
Plusieurs sondages ont été réalisés afin de connaître l'opinion publique en ce qui concerne l'ouverture des négociations d'adhésion, le fait de rejoindre l'Union ou encore l'adoption de l'euro (et donc l'adhésion à la zone euro).
| Date              | Institut de sondage                                           | Question                                 | Oui    | Non    | Incertain |
| ----------------- | ------------------------------------------------------------- | ---------------------------------------- | ------ | ------ | --------- |
| Août 2005         | Capacent-Gallup pour la fédération des industries islandaises | Début des négociations                   | 55 %   | 37 %   | 8 %       |
| Août 2005         | Capacent-Gallup pour la fédération des industries islandaises | Adhésion                                 | 43 %   | 37 %   | 20 %      |
| Août 2005         | Capacent-Gallup pour la fédération des industries islandaises | Adoption de l'euro                       | 37 %   | 54 %   | 9 %       |
| Février 2006      | Fréttablaðið                                                  | Adhésion                                 | 34 %   | 42 %   | 24 %      |
| Septembre 2007    | Capacent-Gallup                                               | Début des négociations                   | 59 %   | 26 %   | 15 %      |
| Septembre 2007    | Capacent-Gallup                                               | Adhésion                                 | 48 %   | 34 %   | 18 %      |
| Septembre 2007    | Capacent-Gallup                                               | Adoption de l’euro                       | 53 %   | 37 %   | 10 %      |
| Février 2008      | Fréttablaðið                                                  | Adhésion                                 | 55,1 % | 44,9 % | -         |
| Février 2008      | Fréttablaðið                                                  | Plus de raisons que l’année dernière     | 54,7 % | 7,3 %  | 38,1 %    |
| 24 novembre 2008  | Fréttablaðið                                                  | Candidature                              | 60 %   | 40 %   | -         |
| Janvier 2009      | Capacent-Gallup                                               | Adhésion                                 | 38 %   | 38 %   | 24 %      |
| Janvier 2009      | Visir.is                                                      | Candidature                              | 40 %   | 60 %   | -         |
| Mars 2009         | [ 123 ]                                                       | Début des négociations                   | 64 %   | 28 %   | 8 %       |
| 11 avril 2009     | Fréttablaðið                                                  | Candidature                              | 45,6 % | 54,4 % | 0 %       |
| 5 mai 2009        | Capacent Gallup                                               | Début des négociations                   | 61 %   | 27 %   | 12 %      |
| 5 mai 2009        | Capacent Gallup                                               | Adhésion                                 | 39 %   | 39 %   | 22 %      |
| 10 juin 2009      | Capacent Gallup                                               | Référendum sur la candidature            | 76,3 % | 17,8 % | 5,8 %     |
| 30 juillet 2009   | Fréttablaðið                                                  | Début des négociations                   | 51 %   | 36 %   | 13 %      |
| 4 août 2009       | Capacent Gallup                                               | Adhésion                                 | 34,7 % | 48,5 % | 16,9 %    |
| 15 septembre 2009 | Capacent Gallup                                               | Adhésion                                 | 32,7 % | 50,2 % | 17 %      |
| 15 septembre 2009 | Capacent Gallup                                               | Si le référendum avait lieu maintenant ? | 38,5 % | 61,5 % | 0 %       |
| 5 novembre 2009   | Institut de recherche de l'université de Bifröst,             | Adhésion                                 | 29 %   | 54 %   | 17 %      |
| 5 novembre 2009   | Institut de recherche de l'université de Bifröst,             | Début des négociations                   | 50,5 % | 42,5 % | 7 %       |
| 28 février 2010   | Capacent Gallup                                               | Adhésion                                 | 33,3 % | 55,9 % | 10,8 %    |
| 5 mars 2010       | Capacent Gallup                                               | Adhésion                                 | 24,4 % | 60 %   | 15,5 %    |
| 5 mars 2010       | Capacent Gallup                                               | Si le référendum avait lieu maintenant ? | 30,5 % | 69,4 % | 0 %       |
| 14 juin 2010      | MMR                                                           | Annulation de la candidature à l’UE ?    | 57,6 % | 24,3 % | 18,1 %    |
| 2 septembre 2010  | Capacent Gallup                                               | Début des négociations                   | 38,8 % | 45,5 % | 15,7 %    |
| 29 septembre 2010 | Fréttablaðið                                                  | Continuer les négociations               | 64,2 % | 32,8 % | 3 %       |
| 24 janvier 2011   | Fréttablaðið                                                  | Continuer les négociations d'adhésion    | 65,4 % | 34,6 % | 0 %       |
| 10 mars 2011      | Capacent Gallup                                               | Adhésion                                 | 31,4 % | 50,5 % | 18 %      |
| 10 mars 2011      | Capacent Gallup                                               | Si le référendum avait lieu maintenant ? | 38,9 % | 61,1 % | 0 %       |
| 17 mars 2011      | MMR                                                           | Adhésion                                 | 30 %   | 55,7 % | 14,2 %    |
| 16 juin 2011      | Capacent Gallup                                               | Adhésion                                 | 37,3 % | 50,1 % | 12,6 %    |
| 30 juin 2011      | Capacent Gallup                                               | Annulation de la candidature à l’UE ?    | 51,0 % | 38,5 % | 10,5 %    |
| 11 août 2011      | Capacent Gallup                                               | Adhésion                                 | 35,5 % | 64,5 % | 0 %       |
| 12 septembre 2011 | Fréttablaðið                                                  | Continuer les négociations               | 63,4 % | 36,6 % | 0 %       |
| 16 novembre 2011  | MMR                                                           | Annulation de la candidature à l’UE ?    | 50,5 % | 35,3 % | 14,2 %    |
| 17 novembre 2011  | Capacent Gallup                                               | Continuer les négociations               | 53,1 % | 46,9 % | 0 %       |
| 19 janvier 2012   | Capacent Gallup                                               | Adhésion                                 | 31,5 % | 53,5 % | 15 %      |
| 19 janvier 2012   | MMR                                                           | Adoption de l’euro                       | 28 %   | 52 %   | 20 %      |
| 22 février 2012   | Capacent Gallup                                               | Adhésion                                 | 26,3 % | 56,2 % | 17,5 %    |
| 22 février 2012   | Capacent Gallup                                               | Si le référendum avait lieu maintenant ? | 32,6 % | 67,4 % | 0 %       |
| 22 février 2012   | Capacent Gallup                                               | Annulation de la candidature à l’UE ?    | 43,6 % | 42,6 % | 13,9 %    |
| 27 avril 2012     | Université d'Islande                                          | Adhésion                                 | 27,5 % | 53,8 % | 18,7 %    |
| 15 octobre 2012   | Capacent Gallup                                               | Adhésion                                 | 27,5 % | 57,6 % | 15 %      |
| 12 novembre 2012  | Capacent Gallup                                               | Annulation de la candidature à l’UE ?    | 53,5 % | 36,4 % | 9,9 %     |
| 13 février 2013   | MMR                                                           | Adhésion                                 | 24,2 % | 63,3 % | 12,5 %    |
| 6 mars 2013       | Capacent Gallup                                               | Adhésion                                 | 25,1 % | 58,5 % | 16,5 %    |
| 6 mars 2013       | Capacent Gallup                                               | Si le référendum avait lieu maintenant ? | 30 %   | 70 %   | 0 %       |
| 6 mars 2013       | Capacent Gallup                                               | Annulation de la candidature à l’UE ?    | 46,6 % | 43,5 % | 11,9 %    |
| 15 mars 2013      | Capacent Gallup                                               | Continuer et terminer les négociations   | 54 %   | 35 %   | 11 %      |
| 23 avril 2013     | Université d'Islande                                          | Adhésion                                 | 27,6 % | 52,2 % | 20,2 %    |
| 23 avril 2013     | Université d'Islande                                          | Continuer les négociations               | 52,7 % | 30,7 % | 16,5 %    |
| 3 février 2014    | Fréttablaðið                                                  | Adhésion                                 | 26 %   | 49 %   | 25 %      |
| Février 2017      | Gallup Opinion Group                                          | Adhésion                                 | 33,9%  | 66,1%  | 0%        |
| Octobre 2017      | Gallup Opinion Group                                          | Adhésion                                 | 40,2%  | 59,8%  | 0%        |
| Mars 2019         | Masskína                                                      | Adhésion                                 | 32%    | 43%    | 25%       |